# 赤舌

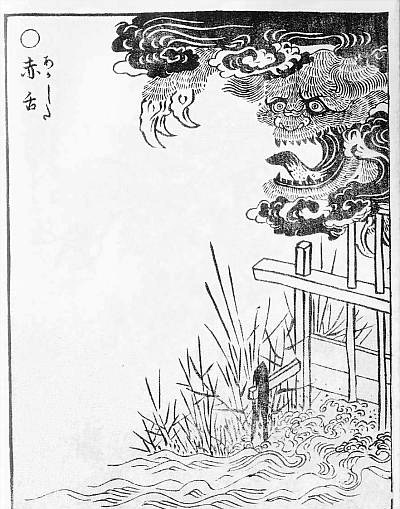
鳥山石燕《畫圖百鬼夜行》「赤舌」

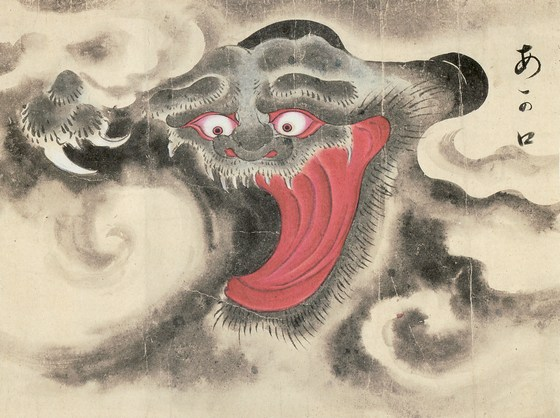
佐脇嵩之《百怪圖巻》「赤舌」

赤舌 (あかした) ，日本妖怪，棲息於河川，於艷陽高照的天氣裡出現，喜愛幫助弱者、盗取他人田裡的水。獅鼻，三爪四足，因老是吐出赤紅的舌頭，而得名。

## 傳說
某年津輕（今青森縣西部）大旱，正值農植季節卻乾旱無雨，無論求神、祈雨等方法，始終滴雨不降，下游村子的人為了給稻田貯水，只好向上游的村子乞求分一點水，未果。
於是，下游的一個村民決定去偷開水門，不料讓上游的人發現了，被活活打死，至此之後，上游村子甚至專門雇用浪人戒備，以防下遊之民。直至一日，水門莫名開啟，下游的稻田裡湧出了清水，且不管上游居民怎麼關，隔夜後旋即自動開啟。此即為赤舌之所為。

## 註解
1. ↑  鳥山石燕《畫圖百鬼夜行》
2. ↑  山田野理夫《東北怪談の旅》1974年
3. ↑  村上健司編著. . 毎日新聞社. 2000: 6頁. ISBN 978-4-620-31428-0.